# Auto Hall Open
Het Auto Hall Open is een golftoernooi van de EPD Tour. De eerste editie was in 2011.
De EPD Tour begon in 2011 het seizoen op 23 januari met drie toernooien in Belek, Turkije, gevolgd door zes toernooien in Marokko, waarvan drie in Marakech, twee in Agadir en dan nog het Open Magador in Essaouira. 
Het Auto Hall Open werd gespeeld op de baan van de Golf de L'Océan in Agadir, waar in 2011 ook de Hassan II Golf Trofee werd gespeeld. Het totale prijzengeld was € 30.000.

## Winnaar
- 2011: Reinier Saxton (-9)